# Loma de Jícara
Loma de Jícara är en ort i Mexiko.   Den ligger i kommunen Santiago Tlazoyaltepec och delstaten Oaxaca, i den sydöstra delen av landet, 300 km sydost om huvudstaden Mexico City. Loma de Jícara ligger 2 550 meter över havet och antalet invånare är 137.
Terrängen runt Loma de Jícara är lite bergig. Runt Loma de Jícara är det ganska glesbefolkat, med 29 invånare per kvadratkilometer. Närmaste större samhälle är San Miguel Peras, 11,9 km söder om Loma de Jícara. I omgivningarna runt Loma de Jícara växer i huvudsak blandskog.